# Розенталь, Абрахам
Абрахам «Эйб» Михаэль Розенталь (англ. Abraham Michael "Abe" Rosenthal, 2 мая 1922 года — 10 мая 2006 года) — американский репортёр и редактор The New York Times. Его статьи о политической ситуации в Польше были отмечены Пулитцеровской премией за международный репортаж в 1960 году.

## Биография
Абрахам Розенталь родился в еврейской семье, эмигрировавшей в Су-Сент-Мари из Российской империи в 1890-х годах. После переезда в Канаду его отец (урождённый Шипятский) сменил фамилию и устроился торговцем меха в районе Гудзонова залива. У него было шестеро детей, младшим из которых являлся Абрахам Розенталь 1922 года рождения. Когда мальчику исполнилось четыре года, он с родителями и сёстрами переехал в Бронкс. В 1930-х годах отец семейства скончался от несчастного случая, по разным причинам умерли также четыре дочери. Сам Абрахам Розенталь страдал остеомиелитом, но не получал должного лечения из-за бедности семьи. Например, по ошибке врачей одну из операций провели на здоровом участке ног. Медики полагали, что юноша не сможет ходить. Он был вынужден оставить Среднюю школу ДеВитта Клинтона на год. В рамках благотворительной программы Розенталя приняли на лечение в Клинику Майо в Миннесоте, где ему провели ряд операций. Окончив старшую школу, он поступил в Городской колледж Нью-Йорка и одновременно устроился корреспондентом в студенческую газету. Предположительно, в этот период Абрахам Розенталь являлся членом Коммунистической молодёжной партии.
Когда бо́льшую часть репортёров New York Times отправили освещать войну в Европе, молодого корреспондента приняли в штат. Розенталь бросил университет и сосредоточился на репортажах локальной тематики, проработав в этой теме в течение двух лет. После эксклюзивных материалов о советском после Андрее Громыко ему доверили освещение повестки ООН. В 1954 году репортёра отправили в Нью-Дели, где он описывал политические и культурные аспекты Индии, Пакистана, Цейлона, Непала и Кашмира. Его зарубежные статьи были отмечены наградами Клуба зарубежных корреспондентов и Колумбийского университета.
В 1958—1960 годах Розенталь работал в Варшаве, где он предал гласности коммунистическое влияние на политику, экономику и культуру Польши. Он освещал перебои с поставками мяса, холодный приём жителями столицы первого секретаря СССР Никиты Хрущёва и визит вице-президента США Ричарда Никсона. После обличительного материала о польском лидере Владиславе Гомулке репортёра выслали из Польши, так как он чрезмерно детально описывал ситуацию в стране, внутри партии и в верхних эшелонах власти, чего не могло вытерпеть польское правительство. Когда через год журналист был удостоен Пулитцеровской премии за международный репортаж, жюри процитировало эту формулировку в комментарии к своему решению.
В начале 1960-х годов журналист работал в Женеве и Африке, а позднее был отправлен в Азиатско-Тихоокеанский регион. В течение двух лет он освещал политику и культуру Японии и находившейся под управлением американской администрации Окинавы, Кореи, Филиппин, Тайваня, Новой Гвинеи. Одновременно NYT переживал трудности, вызванные тяжёлым стилем авторов и нараставшей конкуренцией с телевидением. В 1963 году главный редактор издания Тёрнер Катледж убедил Розенталя вернуться в Нью-Йорк и сосредоточиться на редакторской деятельности. Он получил статус «столичный редактор», что отражало его расширенные полномочия. Розенталь увеличил число разделов газеты, добавил колонку деловых новостей, модернизировал систему работы корреспондентов. Новостные репортёры стали получать назначения в зависимости только от качества работы, а не от стажа и возраста. Редактор поощрял журналистов, стиль которых отличался доступным изложением сложных феноменов. Так, одна из статей того периода описывала проблему распространения среди городских жителей практики невмешательства на примере убийства Китти Дженовезе, 38 соседей которой якобы отказались предотвратить преступление. История вызвала широкий общественный резонанс, и позднее Розенталь издал книгу «38 свидетелей». В последующие годы стало известно, что представленная в издании версия была утрирована, что поставило под сомнение компетентность редактора.
В 1966 году Розенталь получил должность помощника главного редактора, через два года — его заместителя. Он не оставлял репортёрскую деятельность, даже когда в 1969 году был назначен управляющим редактором. В разные годы он руководил освещением Войны во Вьетнаме, Уотергейтского скандала и кризисов на Ближнем Востоке. В 1971 году под началом Розенталя и издателя Артура Окса Сульцбергера в New York Times были опубликованы секретные документы Пентагона о решениях американского правительства по индокитайскому вопросу. Работники газеты сообщали, что именно Розенталь предоставил Сульцбергеру документы для ознакомления — он привёз их в редакцию в продуктовой тележке. Благодаря этим материалам NYT выиграл Пулитцеровскую премию за служение обществу в 1972 году. За всё время редакторской карьеры Розенталя журналисты газеты были удостоены разных номинаций этой награды 24 раза.

В 1977 году Розенталь занял пост исполнительного редактора. Один из его подопечных, журналист Уэсли Пруден, так описывал совместную работу: 
Как и всех хороших редакторов, Эйба любили и ненавидели, причём к первым относились те, кто соответствовал его стандартам, а ко вторым — в основном те, кто не мог выдержать темп, который он установил как городской редактор, главный редактор и, наконец, исполнительный редактор. Он не выносил вызовов своему авторитету. Однажды он сказал репортёру, требовавшему возможности реализовать свои права, приняв  участие в уличной демонстрации, которую должен был освещать: „Хорошо. Правило таково: ты можешь [заниматься любовью] со слоном, если хочешь. Но если ты это делаешь, ты не можешь освещать цирковое выступление“. Мы называли это правилом Розенталя.Оригинальный текст (англ.)Like all good editors, Abe was both loved and loathed, the former by those who met his standards, the latter mostly by those who couldn’t keep the pace he set as City Editor, Managing Editor and finally Executive Editor. He brooked no challenges to his authority. He once told a reporter who demanded to exercise his rights by marching in a street demonstration he was assigned to cover: “OK, the rule is, you can [make love to] an elephant if you want to, but if you do you can’t cover the circus.” We call that “the Rosenthal rule”.
 Тем не менее авторитарная редакторская политика Розенталя вызывала критику и неоднозначную реакцию в журналистском сообществе. Так, в 1980-х годах он ограничивал освещение войны в Сальвадоре, а позднее — тем, связанных со СПИДом, так как разделял антикоммунистические и гомофобные убеждения.
Всего журналист проработал в издании более шестидесяти лет. Официально выйдя на пенсию в 1986 году, он продолжал писать для авторской колонки «Мой взгляд». Окончательно Розенталь покинул New York Times только по просьбе действовавшего редактора, его последняя заметка была опубликована 5 ноября 1999 года. Через год он вёл колонки в The Washington Times и Daily News, где высказывал консервативные убеждения в течение четырёх лет. К разным периодам его карьеры колумниста относились интервью с бывшим президентом США Ричардом Никсоном (1990-е годы), разговоры с вице-президентом New York Times Сиднеем Грусоном (1983, 1985), заметки о Москве, Китае, Филиппинах и Иракской войне.
Розенталь скончался в возрасте 84 лет через две недели после инсульта.

## Личная жизнь
Со своей первой супругой Энн Мари Берк Розенталь оформил отношения в 1949 году. В браке родилось трое сыновей: Джонотан, Дэниэл и Эндрю. Последний из братьев также стал редактором New York Times. Супруги развелись в 1986-м, через год Розенталь женился повторно на Ширли Лорд, которая некоторое время работала редактором Vogue.

## Награды и достижения
В 1948 году по решению руководства Городского колледжа Нью-Йорка, Розенталь получил степень бакалавра как один из наиболее выдающихся репортёров Нью-Йорка. Через два года он официально стал гражданином США. В разные годы он был удостоен:
- Премии Клуба зарубежных корреспондентов[англ.][12];
- Премии Джорджа Полка[12];
- Премии «Хранитель Сиона[англ.]»[19];
- Премии Гильдии журналистов Нью-Йорка[англ.][12];
- Премии имени Элайджи Пэриша Лавджоя[20];
- Медали Таунсенда Харриса[англ.];
- Пулитцеровской премии за международный репортаж (1960);
- Премии «Свет истины[англ.]» (1995)[21];
- Президентской медали свободы (2002)[12].

Работа Абрахама Розенталя в New York Times описана в ряде книг: «Королевство и Власть» (англ. The Kingdom and the Power), «Годно в печать: А. М. Розенталь и его Times» (англ. Fit to Print: A. M. Rosenthal and His Times), «Мой Times: приключения в торговле новостями» (англ. My Times: Adventures in the News Trade) и других.

## Комментарии
1. ↑  Оригинал приказа содержал следующую формулировку: You have written very deeply and in detail about the internal situation, party and leadership matters. The Polish government cannot tolerate such probing reporting (Вы слишком глубоко и подробно написали о внутренней ситуации, партийных и руководящих вопросах. Польское правительство не может мириться с такими расследованиями)
2. ↑  Вместо традиционного „городской редактор“.